# Herb powiatu poddębickiego
Herb powiatu poddębickiego – jeden z symboli powiatu poddębickiego.

## Wygląd i symbolika
Herb przedstawia na tarczy w polu czerwonym złoty dąb o sześciu korzeniach, sześciu ulistnionych konarach z sześcioma żołędziami. Pod nim umieszczono trzy srebrne lilie: dwie po bokach dębu, jedna pod korzeniami.